# Cividade de Terroso
Cividade, coneguda en l'edat mitjana com Civitas Teroso, fou erigida al cim de la muntanya de la Cividade, en la freguesia de Terroso, a Póvoa de Varzim, a menys de 5 km de la costa, al límit oriental de la ciutat actual.
Situada al cor de la regió dels castres, Cividade prosperà gràcies a estar fortament emmurallada i per la seua localització propera al mar, que possibilitava el comerç amb les civilitzacions de la mar Mediterrània. Aquest comerç atragué l'atenció dels romans; Cividade i la cultura dels castres declinaren a la fi de la Guerra lusitana, guanyada per Roma arran de l'assassinat a traïció de Viriat, cap dels lusitans.

## Galeria d'imatges

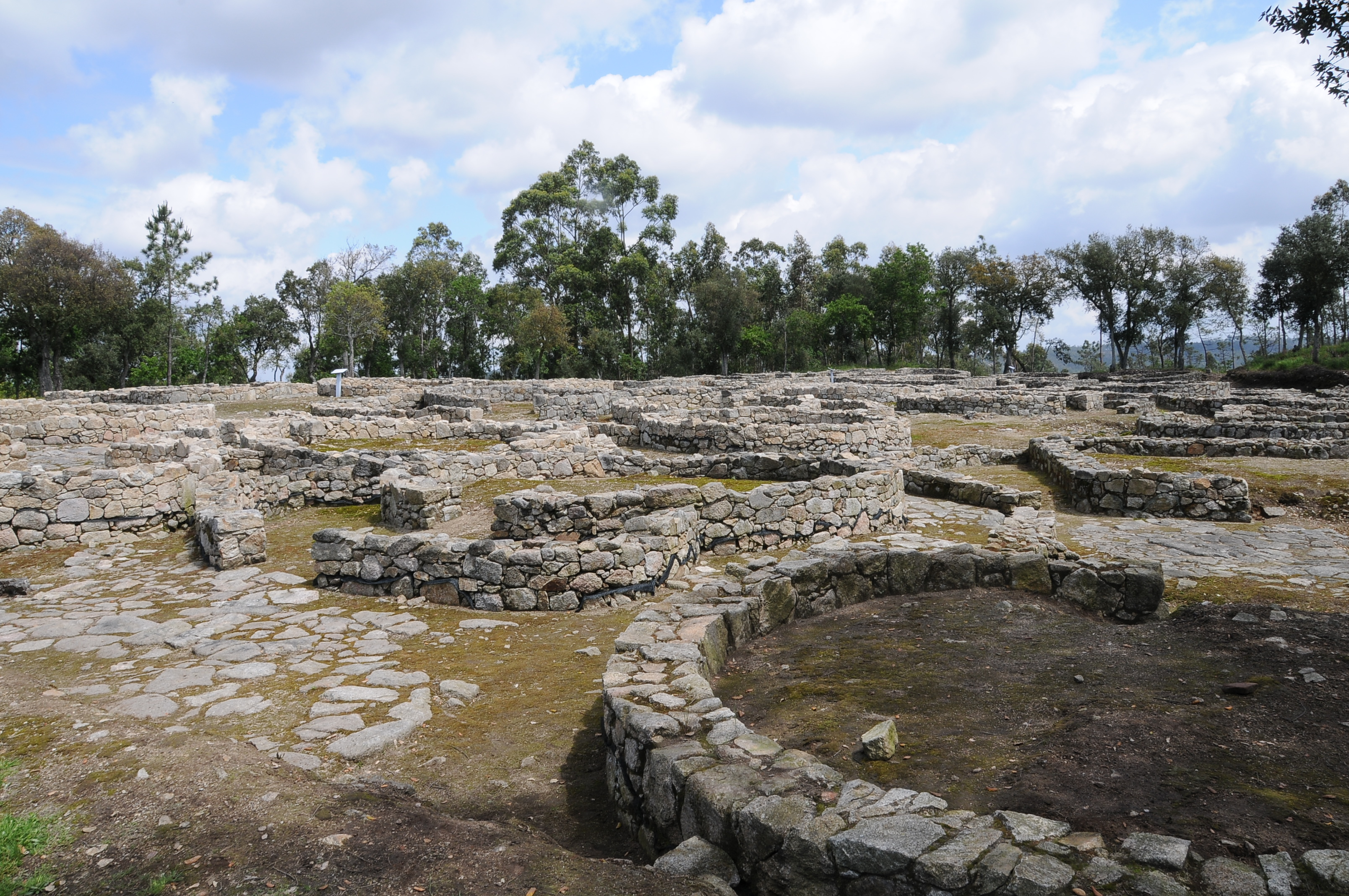
Ruïnes en el seu aspecte actual. La seua caiguda, la relata, en el llibre Uma deusa na boira, João Aguiar
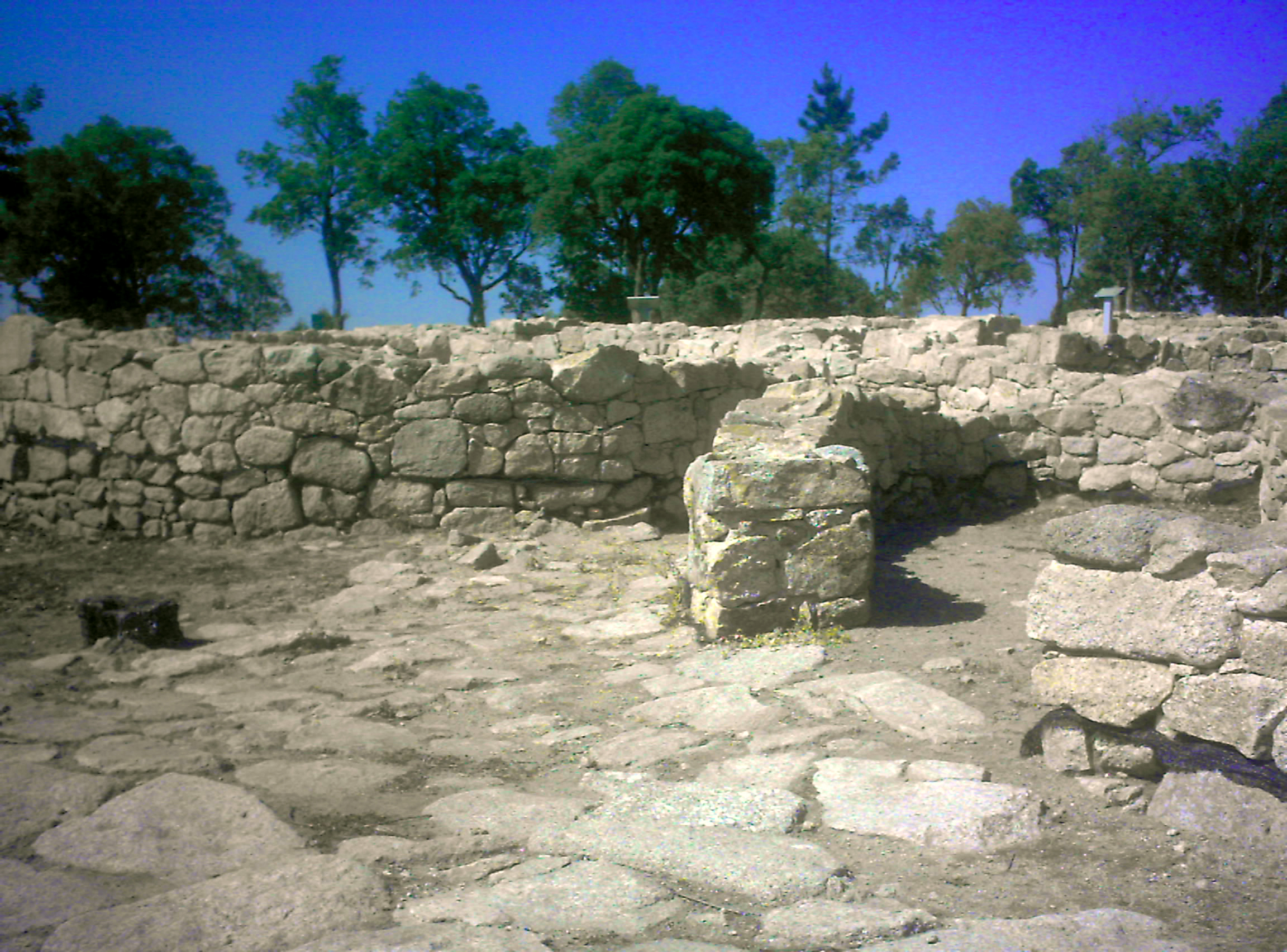
Enllosat i ruïnes de Cividade